# Záboří (powiat Strakonice)
Záboří – miejscowość i gmina (obec) w Czechach, w kraju południowoczeskim, w powiecie Strakonice. W 2022 roku liczyła 329 mieszkańców.